# Krasnopilka, Haisîn
Krasnopilka (în ucraineană Краснопілка) este o comună în raionul Haisîn, regiunea Vinnița, Ucraina, formată numai din satul de reședință.

## Demografie
Componența lingvistică a satului Krasnopilka
     Ucraineană (99,02%)
     Alte limbi (0,98%)
Conform recensământului din 2001, majoritatea populației satului Krasnopilka era vorbitoare de ucraineană (99,02%), existând în minoritate și vorbitori de alte limbi.